# Nazionale femminile di rugby a 7 della Spagna
La nazionale di rugby a 7 femminile della Spagna è la selezione femminile che rappresenta la Spagna a livello internazionale nel rugby a 7.
È una delle nazionali che partecipano stabilmente alle World Rugby Sevens Series femminili, oltre a competere in Coppa del Mondo dove come miglior risultato ha ottenuto il quarto posto nel 2013. A livello europeo vanta la vittoria di due edizioni del Sevens Grand Prix Series femminile.
Ha preso parte al torneo olimpico inaugurale di rugby a 7, svolto in occasione dei Giochi di Rio de Janeiro 2016, terminando in settima posizione dopo essere stata eliminata ai quarti di finale dalle future campionesse dell'Australia.

## Palmarès
- Sevens Grand Prix Series femminile: 2

2003, 2010

## Partecipazioni ai principali tornei internazionali
- 2016: 7º posto

- 2009: semifinale Plate
- 2013: 4º posto
- 2018: 5º posto

- 2012-13: 9º posto
- 2013-14: 6º posto
- 2014-15: 9º posto
- 2015-16: 9º posto
- 2016-17: 10º posto
- 2017-18: 7º posto
- 2018-19: 9º posto
- 2019-20: 9º posto

- 2003:  1º posto
- 2004: 4º posto
- 2005:  2º posto
- 2006: 5º posto
- 2007:  3º posto
- 2008: 4º posto
- 2009:  2º posto
- 2010:  1º posto
- 2011:  2º posto
- 2012:  2º posto
- 2013: 4º posto
- 2014: 5º posto
- 2015:  3º posto
- 2016: 5º posto
- 2017: 6º posto
- 2018: 10º posto
- 2019: 6º posto